# 頭脳バトルBRAIN-X
頭脳バトルBRAIN-X（ずのうバトル ブレインエックス）は、BS日テレで、2004年4月から毎週土曜日、夜8時から放送していた双方向クイズ番組。2001年10月～2004年3月まで放送されていた「頭脳バトルBRAIN MAX」を司会の大鶴義丹が降板したため、司会者を置かない形にして、この番組が始まった。 司会の代わりに垂木勉が出題などのナレーションを担当した。
本稿ではその前身番組「頭脳バトルBRAIN MAX」についても記述する。

## 概要
ブレインタワーと呼ばれる施設から出題されるクイズ・ゲームに挑戦。4ステージ（7つのクイズコーナー）の合計点を他の視聴者と競う。各クイズコーナーでクイズ正解者にポイントが与えられ、合計ポイントで賞金・商品券・商品などがもらえる形式。更に不定期にRemix Versionを2週に渡って放送。このクイズは今までの問題からの特選集として放送している。問題には、四色のカラーボタン（青・赤・緑・黄）または4つの矢印ボタン・決定ボタンおよび数字ボタンを使って解答する。

## 放送時間

### 頭脳バトルBRAIN MAX
- 2001年10月～200?年
  - 毎週土曜日 20:00～20:54
  - 毎週金曜日 16:00～16:54（再放送）

- 200?年～2004年3月
  - 毎週土曜日 20:00～20:54
  - 毎週日曜日 11:00～11:54（再放送）

※一時期、毎週火曜日 22:00～22:54にも再放送されていたことがあった

### 頭脳バトル BRAIN-X
- 2004年4月～2005年3月
  - 毎週土曜日 20:00～20;54
  - 毎週日曜日 11:00～11:54（再放送）

### ブレミニ
- 200?年～200?年
  - 毎週土曜日 19:54～20:00、20:54～21:00
  - 毎週日曜日 10:54～11:00、11:54～12:00
  - 上記放送時間以外でも放送していたが、放送時間が複数あるため省略。もともとは、「BS日テレクラブ」の加入案内を兼ねたものである。

## 出題されるクイズ
「BRAIN-X」および「BRAIN-MAX」で出てきたクイズを紹介する。（「BRAIN-MAX」クイズは、※印で示している）

### おきかえジャンケン
まず、3つのアイテムが、グー・チョキ・パーに置き換えられる。3種類の音声（「勝って」・「負けて」・「あいこ」）のどれかが流れるので、その指示に合う様アイテムを1つ選ぶ。但し、選択肢が1回ごとに変わるので注意。

### ミクロアイ
ある物を拡大した映像を見て、その物は何かを当てる。2問出題。制限時間は1問目が30秒、2問目が45秒。2段階のズームアウトで分かりやすくなるが、その分獲得できる得点も少なくなってしまうので高得点を取りたいなら早い時間で正解を出す事が必要。

### からくりサウンド
日常聞かれる様々な効果音を、音効の人が技術を駆使して発している。視聴者は、まず効果音を聴いて、その音をどのような方法で作ったのかを、4つの映像から選んで答える。

### ゆかこの科学室
2003年度ミス東大のゆかこさん（小正裕佳子）がナビゲート。科学実験の結果を、4人の子供達の予想の中から誰が正しいかを選ぶ。

### 瞬間覚トライアル
「どちらが大きい?」といった、2つのモノを比べる2択問題が5問連続で出題（解答時間は1問5秒）。解答も5問分纏めて出される。

### ヒットアイテムひらめき進化論
その物のヒットするまでの道程、所謂エピソードからクイズを3問出題。

### 一発大逆転！ラストボンバー
2004年の秋から2005年の春まで、ブレインエックスの終盤戦に行われたゲーム。カラーボタンと同じ4色の配線の中から、爆発しそうな配線を切らない様に1本ずつ、最高3本まで切っていく。ファースト＆セカンドチャレンジ（1本目＆2本目）はそれぞれ10秒以内に、ラストチャレンジ（3本目）は5秒以内に選んで切断。ポイントはファースト成功で50ポイントプラス、セカンド成功で更に100ポイントプラス、そしてラスト成功で最高300ポイントまで獲得できる。一方、万が一爆発する配線を切断した場合は100ポイントマイナスされる。なお、必ずゲームを始める前に意思確認があり、降りるとボーナス点は加算されない（減点もされない）が、ゲームはできるようになっている。また、トータルで1000ポイントが満点であるため、1000ポイント到達または超えた場合、その時点で強制終了となる（1000ポイント超えた場合でも翌週のランキングのポイントは「1000ポイント」と表示される）。

### ※チェック・ザ・ナンバー
制限時間（通常は90秒、「ブレミニ」は60秒）以内に、1～30の数字を、1から順番に消して行く。最後に消した数字がそのまま獲得ポイントとなる。（全て数字を消した場合でも、リモコンの赤ボタンを押して解答を完成させないとボーナスポイントがもらえない時期があった）

### あっち向いてホイ
数多くの人の顔の中で、1個だけ他の顔とは違う方向を向いている顔があるので、それを探す。難易度は3段階あり、「難易度3」では92個の中から探す。

### ※ドット・ダンシング＆アクション
ドットで表現される人体の動きを読み取って、「ドット・ダンシング」はドットと同じ動きをしている人を、「ドット・アクション」は何をしている動きなのかを答える。

### ※パニクるワード
2問出題。
1問目は虫食いになっている文字を探す（虫食いが2個以上あっても同じ文字が入る）。
2問目は、円状に書かれたひらがなの中から頭の文字を探す。（その文字から時計回りにまたは反時計回りに順番に読むとある言葉になる）

### ※21ボウル
6人の人物がボウリング（1人1投のみ）をするので、合計21本になりそうな人物の組合せを予想する。1人目と2人目のボウリングで倒したピンの合計数から、3人目を選ぶか4・5・6人目の中から1～3人選ぶ。（但し、3人目と4・5・6人目の組み合わせは不可。また、4・5・6人目は1人選択や2人選択の場合は組み合わせは自由）。合計本数が内輪で21本に近ければ得点、21本を超える（22本以上）はアウト。

### ※西園寺家の客人＆※THE・記憶力
まず、映像（「西園寺家の客人」では6台のカメラの映像、「THE・記憶力」はその日に起きた映像）を記憶した後、そこからクイズを出題。「THE・記憶力」ではモンタージュ作成も出題される。

### フラッシュコイン
わずかな時間だけ表示される数枚のコインを見て、表示されたコインの総額を答える。

### ※訓子さんの口ルック！
訓子さんが問題を出題するが、言葉の一部が途切れている。その部分は口の動きだけ見て、何を言っているのかを推測して答える。チャンスは2回あって、2回目はヒントが出される代わりに、獲得できるポイントは半分になる。

### ※ロストストーリー＆※しりとりパニック
並べられた6枚の絵（「しりとり」は8枚の絵）を、「ロストストーリー」では60秒以内にストーリーの順番に、「しりとりパニック」は90秒以内にしりとりの順番に並べる。ちなみに、解答してもリモコンの赤ボタンを押して解答を確定させないと解答とならない。ミニ番組「ブレミニ」では、「しりとりパニック」が2問目に出題され、制限時間も60秒となっていた。（1問目はチェック・ザ・ナンバー）。　

### トレジャーハンター
70個のマスに1マスだけある宝物が埋められているマスを、マスのヒントを参考に、8回以内に見つける。選択したマスが黒色の場合は宝物がなく、選択したマスの周りに赤色が表示されたときは赤色の示したマスのどれかに宝物がある。

### ※ルートミュージック
1回目は3つの音階が、2回目は2つの音階が消されている状態で演奏されている曲を聴いて、何の曲かを当てる。3つ上の「訓子さんの口ルック！」と同じで、2回目はわかりやすくなっている代わりに獲得ポイントは半分になる。

### ※もじもじフリーキック
1問目は順番に、2問目がランダムに蹴られるサッカーボールの文字を読み取って、蹴られた文字を組み合わせると完成する言葉を当てる。

### アニマル大喜利
司会者の指示に従って、動物の解答者へ座布団を正確に運ぶ。

### ※文字キューブ
立方体の各面に書かれた文字を組み合わせると出来る言葉を当てる。

### ※逢えたらいいな
彼女から待ち合わせ場所へと繋がって行くヒントが元に、4つの映像の中からどの映像が正しいルートを通っているのかを当てる。

### ※ジョーカートラップランキング
1つだけ順位が明かされる項目をヒントに、ランキングのトップ9を完成させる。選択肢は9個あり、更に1つだけトップ9圏外のジョーカーの項目も混ぜられている。

### ※マダムカメレオン
マダムカメレオン（清水ミチコ）が様々な人物に変身して、溶け込んでいる画像を見て、何処にマダムが居るのかを当てる（2問制で出題される場合は、1問目では画像の区切られたエリアのどのエリアにマダムがいるのかを、2問目では指定された4人の中からどれがマダムかを、それぞれ答える）。

### ※セブントラップボイス
世界の人々が、毎回テーマに関して擬音語で表現する。擬音語を自国の言語で表現するので、その擬音語の表現がそれぞれ正しいのか否かを当てる。7問出題で解答時間は5秒。

### ※記憶レストラン
毎週、一人の芸能人ゲストを迎えて、2品の料理を食べ比べ、思い出の味はどちらかを当ててもらう。解答者（視聴者）は、ゲストが正解するか不正解するかを予想する。3問出題。

### KARUTA1on1
毎週登場するゲストと、仮想的に1対1でカルタ勝負を行う。カルタの読み手が読んだ文章の、最初の文字（ひらがな）が書かれている札を、制限時間（ナレーターが「ここまで」と発言するまで）内に選んで取る。全部で3回戦ある。

### エキサイティングジョッキー
実況の指示通りに「ホワイトブレーン」を操作し、チェックポイント通過時およびゴール時に指示通りになるようにする。

### 世界の一流品！プライスバトル
毎回、2つの一流品が登場。解答者はその一流品のお値段を推理しどちらが高額かを予想。

### お笑いニュースター神経衰弱
最初に何組かのお笑いコンビが出てくるのでそれを記憶。コンビ名が出てきたらそのコンビの写真を、コンビの写真が出てきたらそのコンビ名を答える。

### ジャージャーSTOP
水槽に水を入れている映像（途中で映像は隠される）を見て、水が一杯になったと思うタイミングで決定ボタンを押してSTOPする。

### ※ジオシティサーキット
スタートしてから一定時間は走行したルートを見られるが、その後は消える。どのようなルートを通ったのかを推測して、車が着いた最終到着点を4ヶ所から答える。

### ※カウント・ザ・パーツ
ある物が一体、幾つの部品で出来ているのか、その部品数を推理する（最初は数を入力して答えていたが、後に部品数が4つのゾーン（範囲）のどれに当てはまるのかを選ぶ方式に変更）。

### ※四色謎字
ある漢字が青・赤・緑・黄の4色に分割されている映像を見て、何の漢字かを当てる（リモコンの1から3までの数字ボタンを使って選択）。

### クイックカウント
左側の数字と右側のサークル内の円の数は一致しているのか否か、○×で答える（5問連続出題で解答時間は5秒）

### ※バーチャルドライブ
スタートしてから一定時間は走行したルートを見せるがその後は消える。そして、車が目的地に到着した地点を4つのエリアゾーンから答える。

### ※究極の選択
毎回あるテーマに関する問題を5問（後に4問）2択で出題。

### ※ドキドキ交通量調査
毎回、あるタレントを含めての交通量調査を2回行い（1回目は交通量の少ない時の調査、2回目は交通量の多い時の調査）、最終的に男性・女性・タレントがそれぞれ通過した数を答える。

### ※3D　Puzzle
立方体の中に入っているものが何かを当てるクイズ。制限時間は30秒間で、時間が経過すると分かりやすくなってくるがボーナス点が低くなる。
初期の「ブレミニ」には、3問連続して出題された。

### 似顔絵みゅーじあむ
幼稚園児が書いた絵を6人のお父さんの中から選ぶクイズ。
子どもの絵が全く正解のお父さんの写真とかけ離れているため難易度が高い。

### ※もじもじサーキット
ある文字の外周を1周するので、その文字を推理して答える。（ひらがな・カタカナ・漢字・アルファベット等出てくる）